# Schram City
Schram City – wieś w Stanach Zjednoczonych, w stanie Illinois, w hrabstwie Montgomery.